# Поезд (телесериал)
«Поезд» (кор. 트레인) — южнокорейская дорама в жанре мистического триллера 2020 года с Юн Си Юном, Кён Су Джин и Син Со Юль в главных ролях.
Телесериал выходил в эфир на канале OCN с 11 июля по 17 августа 2020 года по субботам и воскресеньям.

## Сюжет
Жестокий детектив, который бесстрашно погружается в свою работу, Со До Вон (Юн Си Юн) неумолим, когда дело доходит до привлечения преступников к ответственности. Готовый взяться за любое дело, каким бы трудным оно ни было, До Вон зарекомендовал себя как человек, который выполняет свою работу. Однако когда женщина, которую он любит, становится очередной жертвой серийного убийцы, его мир полностью меняется.
Таинственно способный перемещаться между параллельными вселенными, До Вон теперь живёт в обоих мирах как человек, который должен заплатить за грехи своего отца в одном, и как человек, вынужденный жить опасной жизнью из-за этих грехов в другом. Вскоре детектив узнаёт, что его любовь мертва в одном мире, но при этом жива в другом. Поклявшись выследить её убийцу в двух измерениях, До Вон быстро признаёт, что не может сделать это в одиночку.
Обращаясь за помощью к своим коллегам в обеих вселенных, До Вон просит Хан Со Гён (Кён Су Джин), честного, но сдержанного прокурора с большим сердцем в одном мире и холодного бесчувственного детектива в другом, помочь ему. Вместе с Ли Чон Мин (Син Со Юль), стойким судмедэкспертом, они сделают всё возможное, чтобы выследить убийцу в одном мире и защитить его любовь в другом.

## В ролях

### В главных ролях
- Юн Си Юн в роли Со До Вона
  - Ли Мин Джэ в роли молодого Со До Вона

Офицер полиции на пути искупления во вселенной «А» и старший инспектор полиции, избравший путь коррупции во вселенной «Б».
- Кён Су Джин в роли Хан Со Гён
  - Им Чхэ Хён в роли молодой Хан Со Гён

Честный, прямолинейный прокурор во вселенной «А» и холодный, бесстрастный детектив во вселенной «Б».
- Син Со Юль в роли Ли Чжон Мин

Судебно-медицинский инспектор в обеих вселенных, но лучший друг До Вона во вселенной «А» и бывшая девушка До Вона во вселенной «Б».

### Второстепенные роли
- Ли Хан На в роли О Ми Сук

Начальница полицейского управления, которая заботилась о До Воне и Со Гён во вселенной «А». Начальница полицейского управления со скрытыми планами во вселенной «Б».
- Чхве Сын Юн в роли доктора Сок Мин Джуна
  - Ким Ён Ун в роли молодого Сок Мин Джуна

Психиатр из вселенной «Б», лечащий Со Гён.
- Чо Ван Ги в роли У Джэ Хёка

Детектив в команде До Вона в обеих вселенных.
- Ким Дон Ён в роли Ким Джин У

Детектив в команде До Вона во вселенной «А» и бывший заключенный во вселенной «Б».
- Пэк Джэ У в роли Кан Джун Ёна

Младший детектив в команде До Вона во вселенной «Б».

#### Семья Хан Со Гён
- Ким Джин Со в роли Хан Кю Тэ

Отец Со Гён и жертва убийства.
- Чха Ёп в роли Ли Сон Ука
  - Ким Ю Чан в роли молодого Ли Сон Ука

Сводный брат-инвалид Хан Со Гён во вселенной «А» и член банды во вселенной «Б».
- Юн Бок Ин в роли Чо Ён Ран

Мачеха Со Гён и мать Сон Ука.

#### Семья Со До Вона
- Нам Мун Чхоль в роли Со Джэ Чхоля

Отец До Вона, который умер во вселенной «А», остался жив и был осужден за убийство Хан Кю Тэ во вселенной «Б».